# Zr. Ms. Rotterdam (L800)
Zr. Ms. Rotterdam (L800) je doková výsadková loď Nizozemského královského námořnictva, která má svůj domovský přístav v Den Helderu. Jedná se o vedoucí jednotku třídy Rotterdam.

## Výzbroj
Rotterdam je vyzbrojena dvěma 30mm kanónovými systémy blízké obrany Goalkeeper a osmi nebo desíti 12,7mm těžkými kulomety M2 Browning. Dále loď disponuje čtyřmi výsadkovými čluny LCVP. Na loď se vejde až devadesát obrněných transportérů nebo třicet dva hlavních bojových tanků.

## Vrtulníky
Loď disponuje přistávací plochou pro šest vrtulníků Westland Lynx nebo pro tři vrtulníky NHIndustries NH90 a tři vrtulníky Eurocopter AS532 Cougar.